# Phan Yên báo
Phan Yên báo là một trong những tờ báo chữ Quốc ngữ đầu tiên được phát hành và cũng là tờ báo đầu tiên bị cấm phát hành tại Việt Nam. Người ta thường cho rằng tờ báo do ông Diệp Văn Cương thành lập và làm chủ nhiệm, nhưng thông tin chính xác tới nay chưa được rõ.
Phan Yên báo là một trong những tờ báo quốc ngữ ra đời sau Gia Định báo (1865) do Trương Vĩnh Ký và Huỳnh Tịnh Của chủ biên. Phan Yên 藩安 là một tên gọi cũ của Gia Định, sau này thường được đọc là Phiên An. Nội dung Phan Yên báo tương tự như Gia Định báo, với tin địa phương và thư độc giả bằng chữ quốc ngữ, nhưng sau đó có các bài chính trị, nên chỉ sau một thời gian ngắn, báo bị chính quyền thực dân Pháp cho đóng cửa.
Thời điểm ra đời của Phan Yên báo trước đây được nhiều tài liệu ghi là năm 1868 được xác định là không hợp lý. Tuy nhiên, các nhà nghiên cứu cũng không xác định được thống nhất thời điểm ra đời:
- Huỳnh Văn Tòng, "Lịch sử báo chí Việt Nam từ khởi thủy đến 1930", xuất bản năm 2000, ghi thời điểm ra đời là 1898 và đóng cửa cùng năm, khi sắc luật ngày 30 tháng 12 năm 1898 ra đời và do Phan Yên báo, đã đăng một loạt bài liên quan đến tình hình chính trị ở trong nước có ý chống đối lại sự hiện diện của người Pháp ở Việt Nam, nhất là bài "Đòn cân Archimede", tác giả là Cuồng Sĩ.[2]
- Bằng Giang trong "Văn học quốc ngữ Nam Kỳ 1865-1930"[3] chứng minh cả ba tờ báo quốc ngữ tư nhân đều ra đời sau đạo luật về báo chí của Nhà nước Pháp ban hành tại thuộc địa Nam Kỳ ngày 22 tháng 9 năm 1881, theo thứ tự Thông loại khoá trình, Nhựt trình Nam Kỳ, Phan Yên báo. Ông cũng ghi Phan Yên báo ra đời năm 1898, đình bản năm 1899.
- Bùi Đức Tịnh, trong "Những bước đầu của báo chí, tiểu thuyết..."[4] ghi: "Sau Gia Định báo, năm 1898 có Phan Yên Báo do Diệp Văn Cương làm chủ nhiệm, tờ này bị cấm lưu hành không biết từ lúc nào...".
- Nguyễn Q.Thắng trong "Tiến trình Văn nghệ Miền Nam" ghi thời điểm ra đời năm 1897.
- Đỗ Quang Hưng, trong "Lịch sử báo chí Việt Nam 1865~1945"[5] dẫn: "Phan Yên Báo xuất bản hàng tuần, số đầu tháng 12 năm 1899 chỉ ra được khoảng 7, 8 số thì bị cấm bởi loạt bài viết cho xu hướng rõ rệt: Loạt bài "Đòn câu ARCHIMÈDE" của Cuồng Sĩ..."
- Nguyên Thăng trong bài nghiên cứu đăng trên Tạp chí Sài Gòn Xưa&Nay số 3 tháng 2008, đã dẫn: "... Trong sách Chế độ báo giới Nam Kỳ (1938), ông Diệp Văn Kỳ (con của ông Diệp Văn Cương) có viết: ... Tôi chỉ nhớ Phan Yên Báo xuất bản ít lâu, thì ông Tổng thống Félix Faure tạ thế, nên chỉ trong một số của báo ấy, tôi đã có dịp đọc bài ai điếu thấy câu: "Dân biên vức cũng tình thần đồng tử". Theo thông tin này thì Phan Yên báo tồn tại cho đến sau khi Tổng thống Félix Faure qua đời vào 16 tháng 2 năm 1899.
- Minh Hiền, trong bài báo "Sỹ Tải Trương Vĩnh Ký - Trên địa hạt "Nhà văn hóa" tiên phong làm báo bằng chữ quốc ngữ viết bằng văn xuôi", ghi rõ Phan Yên báo ra đời "... 9 năm sau tờ Thông Loại Khóa Trình"' và là tờ báo thứ hai ở Nam Kỳ lục tỉnh. Ông cũng ghi chi tiết, đây là tuần báo, ra mắt tháng 12 năm 1898, đến tháng 2 năm 1899, được 7 số thì bị cấm lưu hành.
- Chính Đạo, trong "Báo Tiếng Dân (1927-1943): Vài Tư Liệu Mới", ghi "Báo này vừa ra mắt thì phải đóng cửa ngay vì Nghị định ngày 30/12/1898. Điều 2 của Nghị định trên quy định rằng tất cả các báo không viết bằng Pháp ngữ phải đưa kiểm duyệt trước khi phát hành. (CAOM (Aix), GGI [AMIRAUX], d. 7717)".

Dù thời gian như thế nào, theo thông tin Vũ Ngự Chiêu công bố trong "Các Vua cuối nhà Nguyễn, 1883-1945", thì năm 1897, ông có vay mượn một số tiền lớn, có lẽ là dùng cho việc ra đời Phan Yên báo.
Do thời gian phát hành ngắn, trải qua nhiều biến động, cho đến ngày nay người ta không tìm thấy được bản in nào của Phan Yên báo.